# Королівська змія червоно-сіра
Королівська змія червоно-сіра (Lampropeltis alterna) — неотруйна змія з роду королівських змій родини Вужеві. Має 2 підвиди.

## Опис
Загальна довжина сягає 80—90 см. Найбільша довжина може складати 150 см. Голова трикутна. Тулуб кремезний та масивний. Забарвлення голови чорного, сталевого або сірого кольору. Малюнок тулуба дуже мінливий й є поєднанням ділянок сірого та помаранчевого кольору. На темно-сірому тлі розташовані широкі, сідлоподібні помаранчеві плями. До основного кольору домішуються інші, це найпомітніший на межах однорідно-забарвлених ділянок: помаранчеві смуги окреслені чорною облямівкою, а сірі - білою. Терміни "темна" та "світла" типи відносяться до інтенсивності основного сірого тону, які характеризують підвиди цієї змії. 

## Спосіб життя
Полюбляє лісисту, скелясту та кам'янисту місцину. Активна вночі. Харчується ящірками, мишоподібними, амфібіями. 
Це яйцекладна змія. Самиця відкладає 3—13 яєць. 

## Розповсюдження
Мешкає на півдні штатів Техасу, Нью-Мексико (США), у провінції Чіуауа (Мексика). 

## Підвіди
- Lampropeltis alterna alterna (BROWN 1901)
- Lampropeltis alterna blairi